# 1485 Іса
1485 Іса (1485 Isa) — астероїд головного поясу, відкритий 28 липня 1938 року.
Тіссеранів параметр щодо Юпітера — 3,217.